# Comunidad de lugar
Una comunidad de lugar es una comunidad de personas que son unidas por razón de donde viven, trabajan, visitan si no pasan una parte continua de su tiempo. Tal comunidad puede ser un barrio, villa, cafetería, espacio público o cualquier otro lugar específico geográficamente que varias personas comparten, tiene en común o visitan a menudo.